# Провинциальная полиция Онтарио

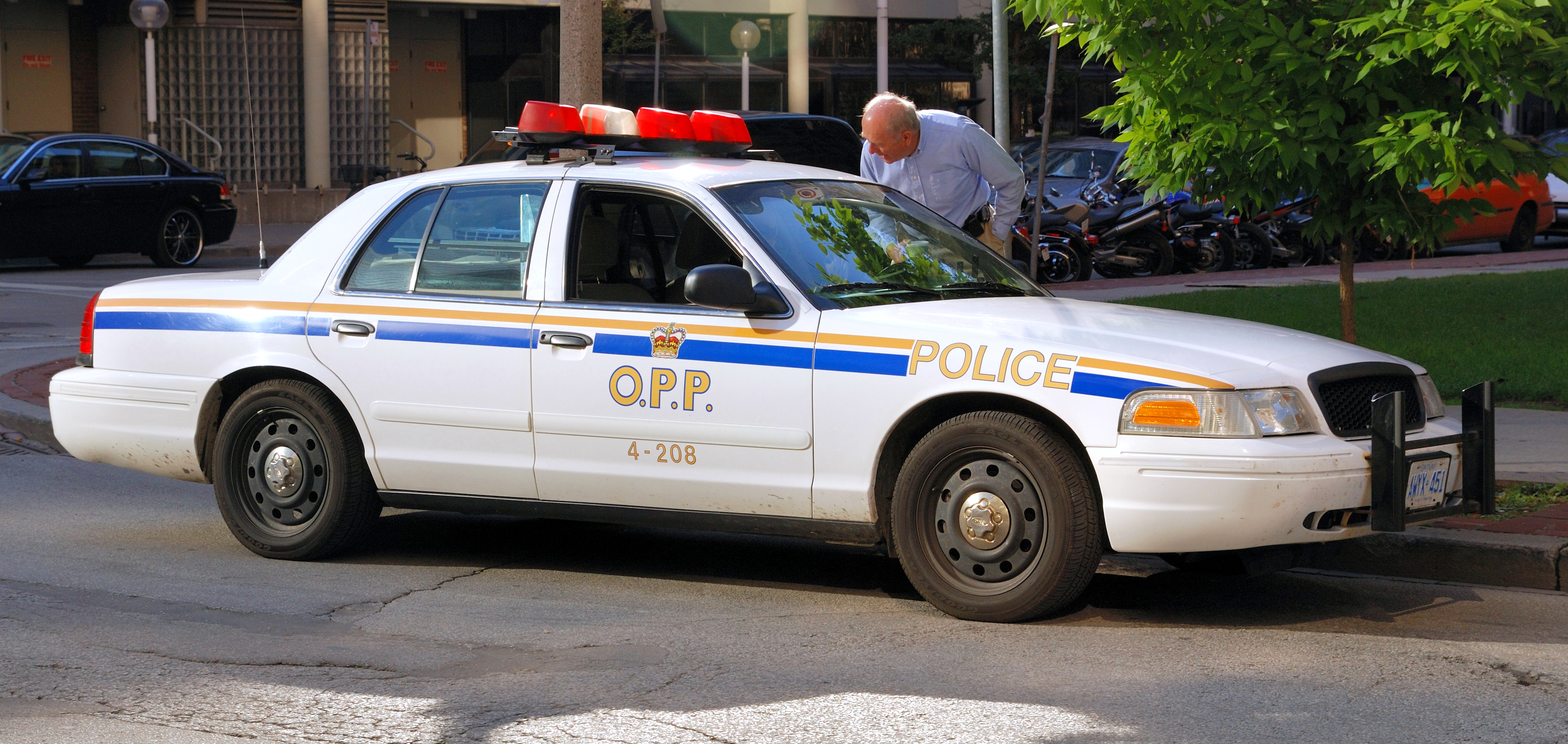
Полицейский автомобиль

Провинциа́льная поли́ция Онта́рио (англ. Ontario Provincial Police (O.P.P.)) — полицейские силы канадской провинции Онтарио. Это первые по значимости полицейские силы в Онтарио (численностью 7383 работника, 5618 из которых — полицейские (Police Constables), вооружённые Glock 22, и более 853 — вспомогательные полицейские) и вторые по значимости — в Канаде.
ППО является полицейским органом во всех сельских районах и пригородах провинции, то есть в деревнях и муниципалитетах, не имеющих собственных муниципальных полицейских сил. Она также выполняет обязанности по расследованию преступлений провинциального масштаба.
В Торонтской агломерации она отвечает также за безопасность дорожного движения на автострадах серии 400 и других дорогах. ППО отвечает также за безопасность в провинциальном законодательном органе в Куинс-Парке в Торонто.